# Péterhida
Péterhida is een plaats (község) en gemeente in het Hongaarse comitaat Somogy. Péterhida telt 194 inwoners (2001).